# 安东尼奥·帕切科
安东尼奥·帕切科（西班牙語：Antonio Pacheco，1964年6月4日—），古巴男子棒球运动员。他曾代表古巴国家队参加1992年、1996年和2000年夏季奥林匹克运动会棒球比赛，获得二枚金牌和一枚银牌。